# Miguel Delibes
Miguel Delibes Setién  (født 17. oktober 1920, død 12. marts 2010) var en spansk forfatter.
Han studerede jura, og underviste senere i den kommercielle og kulturelle historie i Valladolid. Han var også bladtegner og journalist for dagbladet El Norte de Castilla, som han i 1958, blev ansat som redaktør ved.
I 1947 debuterede han med romanen La sombre del ciprés es alargada.
Miguel Delibes døde den 12. marts 2010, efter lang tids sygdom.